# Systasis
Systasis är ett släkte av steklar som beskrevs av Walker 1834. Systasis ingår i familjen puppglanssteklar.

## Dottertaxa tillSystasis, i alfabetisk ordning[1][2]
- Systasis acuta
- Systasis afra
- Systasis aligarhensis
- Systasis angustula
- Systasis annulipes
- Systasis aquila
- Systasis australiensis
- Systasis basiflava
- Systasis bato
- Systasis cecidomyiae
- Systasis cecili
- Systasis celer
- Systasis cenchrivora
- Systasis cernus
- Systasis coerulea
- Systasis dalbergiae
- Systasis darlingi
- Systasis dasyneurae
- Systasis dice
- Systasis doddi
- Systasis encyrtoides
- Systasis ephedrae
- Systasis euctemon
- Systasis flindersiae
- Systasis gibsoni
- Systasis graminis
- Systasis grotiusi
- Systasis guierae
- Systasis halimodendronis
- Systasis hansoni
- Systasis henrici
- Systasis horridula
- Systasis insularis
- Systasis keatsi
- Systasis lelex
- Systasis letus
- Systasis longula
- Systasis merula
- Systasis nigra
- Systasis oculi
- Systasis ovoidea
- Systasis parvula
- Systasis persimilis
- Systasis procerula
- Systasis punctativertex
- Systasis quadridentatus
- Systasis rimata
- Systasis seposita
- Systasis tena
- Systasis tenuicornis
- Systasis varipes
- Systasis viridis
- Systasis vischnu